# Hörnchenzahnratte
Die Hörnchenzahnratte (Anisomys imitator) ist eine Nagetierart aus der Gruppe der Altweltmäuse (Murinae). 
Hörnchenzahnratten erreichen eine Kopfrumpflänge von 22 bis 29 Zentimetern und eine Schwanzlänge von 29 bis 36 Zentimetern. Ihr Gewicht beträgt 390 bis 580 Gramm. Das kurze, raue Fell ist am Rücken schwarzgrau gefärbt, der Bauch ist weißgrau. Der Kopf ist schwarz, die Arme und Beine sind grau und die Pfoten braun. Der lange Schwanz ist spärlich behaart. Diese Nagetiere zeigen einige Besonderheiten im Bau der Zähne: Die unteren Schneidezähne sind seitlich zusammengedrückt und nur halb so breit wie die oberen Schneidezähne, die Molaren sind auffallend klein.
Der wissenschaftliche Gattungsname ist aus den altgriechischen Worten anisos (ungleich) und mys (Maus) zusammengesetzt. Er bezieht sich auf die unterschiedliche Größe der Schneidezähne. Der Artzusatz ist das lateinische Wort imitator (Nachahmer). Er weist auf die Ähnlichkeit zu Mosaikschwanz-Riesenratten (Uromys) hin.
Hörnchenzahnratten leben auf Neuguinea, sie sind in den Regenwäldern der Insel bis in 3500 Meter Seehöhe verbreitet. Die meisten Tiere wurden am Boden gefangen, die breiten Füße deuten aber an, dass sie auch gut auf Bäume klettern können. Der Bau der Zähne spricht dafür, dass sich die Tiere von hartschaligen Nüssen ernähren.
Zwar werden die Tiere mancherorts wegen ihres Fleisches und ihrer Zähne gejagt, insgesamt gilt die Art aber laut IUCN als „nicht gefährdet“ (least concern). Systematisch ist die Art Teil der Pogonomys-Gruppe, einer vorwiegend auf Neuguinea beheimateten Radiation der Altweltmäuse.